# Gomez de Salazar
Antonio Gomez de Salazar Martínez Illescas était un soldat espagnol qui a participé à la guerre civile espagnole dans le camp des républicains.

## Activité durant la guerre civile
Fin janvier 1937, Salazar est nommé chef de la sous-Guadix, également dans le domaine de Grenade, en remplaçant Grégoire Verdú Verdú.
Lors du décret du 8 mars, un grand changement a lieu dans l'armée républicaine au Sud, en laissant à la tête du secteur de Grenade (aussi appelée Secteur Jaén-Granada) Gomez Salazar. En 1937, Salazar commande les 21e 22e division de l'armée de la République dans le secteur de Grenade.
Le 30 juin 1937, Martin Calvo remplace Salazar en tant que commandant de la 21e Division. Salazar est également promu lieutenant-colonel. Fin 1937, Gomez de Salazar est nommé chef adjoint du personnel des Brigades internationales.
Au mois de décembre, il sera nommé chef de la section Opérations d'état-major de l'armée nouvellement créée de l'Andalousie, où il passa le reste de la guerre.